# Peucestes de Macedònia
Peucestes (en llatí Peucestas, en grec antic Πέστας) fou un militar macedoni fill de Macartat, que va viure al segle iv aC.
Va estar al servei d'Alexandre el Gran que li va encarregar el comandament de les tropes macedònies que va deixar estacionades a Egipte el 331 aC quan va sortir d'aquest territori per continuar la seva expedició.